# 존 로스 (선교사)

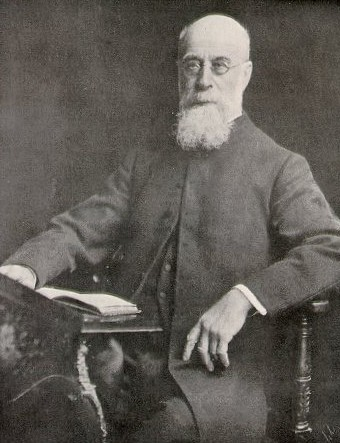
존 로스의 사진

존 로스(John Ross, 중국 이름: 나요한(羅約翰), 1842년 ~ 1915년)는 스코틀랜드 출신의 장로교 선교사로서 중국에서 선교활동 중에 최초로 성경을 한국어로 번역한 사람이자 한글 띄어쓰기를 처음으로 도입한 사람으로 알려져있다. 그는 한국인 이응찬으로부터 한국어를 배운 후 한국어 학습서(1877)과 한글 역사책을 펴내기도 했다.
존 로스는 중국 동북지방에서 사역을 하며 심양의 동관교회를 설립하기도 했다.

## 생애
존 로스는 스코틀랜드 서북쪽의 작은 항구인 라리키(Rarichie)에서 1842년 8월 9일 당시 인정받던 전문직 양복업자인 휴·로스와 캐더린 서더런스의 8남매 중 맏아들로 태어났다. 장남인 로스는 스스로 가문에 믿음의 뿌리를 전승해야 한다면서 많은 직종의 직업이 있었지만 목사의 길을 가기고 마음먹고는 그 길로 에딘버러에 있는 장로회신학대학에 진학하여 신학을 공부하였다.
그는 글래스고 대학교와 에든버러의 신학교에서 수학을 한 뒤, 누가 동아시아의 그 많은 사람들에게 복음을 전할 것인가 라는 문제의식을 가진다. 이후 스코틀랜드 연합장로교회 해외 선교부의 총무인 맥길 박사를 만나 그의 도움으로 4년째 되는 해인 1872년 스코틀랜드 연합장로교회 해외선교부의 중국 선교사로 당시 만주라고 불리던 중국의 동북부로 파송되었다. 1872년 2월 27일 스코틀랜드 장로회 인버네스 노회에서 목사 안수를 받고 스튜어트(Strapp McFadyen, ~1930)와 결혼을 한 후였다. 로스 신혼부부는 잉커우시에 처음 발을 딛은 후, 그해 8월 23일에 상해에 도착한다. 처음에는 영구에서 사역을 하다가 선양으로 사역지를 옮겨 1889년 동관문 교회를 설립하였다. 의화단의 난 이후에 새로 지어진 교회는 문화혁명 때에도 파괴되지 않고 지금도 개신교 교회당 건물로 사용되고 있다.
로스는 한국에서 온 무역상인들을 만나 신약성경을 한국어로 번역하기로 결정하였다. 로스 목사는 한국인 이응찬, 김진기, 서상륜, 백홍준 등과 함께 성경을 번역하였는데, 1882년에 완성된 누가복음과 요한복음을 중국에 있던 영국 성서공회를 통해 각 3,000부를 출판하여 만주 및 한국에 배포하였다. 신약성서 전권은 1887년 완역된 후 인쇄되어 한국으로 들여보내졌다. 1892년 그는 한국에서 온 제임스 게일을 만났다. 1910년 스코틀랜드로 귀향한 후에도 스코틀랜드-중국 협회를 돕는 일을 계속 하였다.

## 한글 성경 번역
존 로스는 한국인들의 도움을 받아 신약성서를 번역하여 1887년 《예수성교전서》를 간행하였다. 일반적으로 로스역 성경이라 함은 1882년 《예수셩교 누가복음젼셔》와 《예수셩교 요한복음젼셔》, 1883년 《예수셩교셩셔 누가복음 데자행젹》과 《예수셩교셩셔 요한복음》, 1884년 《예수셩교셩셔 마태복음》과 《예수셩교셩셔 말코복음》, 1885년 《예수셩교셩셔 요한복음 어비쇼셔신》, 1887년 《예수셩교젼셔》 총 8권의 한글성경을 일컫는다.

### 번역 동기
존 로스는 한국인들에게 복음을 전파하기 위해서는 선교사들이 한국의 역사와 문화를 이해해야 하며, 한글로 쓰인 성경이 필요하다고 생각했다. 존 로스가 태어나고 자란 스코틀랜드의 시골 마을에서는 영어가 아닌 게일어를 썼기 때문에 로스는 학교에 입학해서야 정식으로 영어를 배웠다. 따라서 그에게는 영어를 배우는 일이 외국어를 배우는 일과 같게 느껴졌다. 이처럼 어린 시절에 외국어를 습득하는 경험을 한 로스에게 한국어나 중국어와 같은 생소한 언어를 공부하는 일은 남들보다 훨씬 수월했을 것이다.
로스는 한글이 어떤 가치와 잠재력을 갖고 있는지 잘 알았다. 그는 한국의 알파벳은 30분만에 충분히 습득할 수 있을 정도로 아름답고 단순하다고 이야기한 바 있다. 또한 로스는 그와 함께 스코틀랜드 성서공회에 속해 있던 윌리엄슨 목사가 산둥반도를 중심으로 선교 활동을 펼쳤다는 소식과, 토마스 목사가 선교를 하는 중에 대동강에서 순교했다는 소식을 듣고 그들의 한국 선교 열의에 감동하여 한국에 복음을 전해야겠다고 마음 먹게 된다.

### 번역 과정
로스는 한국에 복음을 전하기 위해 우선 산둥 지역으로 선교 여행을 떠났다. 그 후 1874년 10월에 한국과의 접촉을 위해 처음으로 고려문에 가게 된다. 당시 조선은 흥선대원군이 쇄국정책을 고수하던 시기로, 조선과 청나라가 교류할 수 있는 통로는 고려문이 유일했기 때문에 한국인들을 만나기 위해서는 고려문 여행을 하는 것이 불가피했다. 이 첫 번째 고려문 여행에서 로스는 조선 상인들과 접촉할 수는 있었지만 상인들은 돈과 관련되어 있지 않은 로스의 설교에는 관심이 전혀 없었다. 로스가 크게 실망하여 있던중에 그에게 흥미가 생긴 상인 한 명이 찾아왔다. 로스는 그 상인에게 한문 성경과 소책자 한 권을 주고 다음을 기약하며 돌아갔다. 로스가 두 번째 고려문 여행을 떠난 것은 강화도 조약으로 인해 한국의 문호개방이 실행된 후인 1876년 4월 초에서 5월 초이다.
1875년, 로스는 고려문에 가서 의주 청년들을 만나 그들의 도움을 받아 함께 본격적으로 성경을 번역하기 시작했다. 로스가 한글로 성경을 번역하는 과정은 크게 네 개의 시기로 나누어 볼 수 있다. 1기는 한국어 습득과 한국어 문법책을 만드는 시기이다. 복음을 전파하는 선교사로서 로스는 성경을 한글로 정확하게 전달하기 위해 먼저 한글을 공부한후 한국어 문법책을 만들었다. 2기는 본격적으로 한문 성경을 한글로 번역하기 시작하는 시기이다. 로스는 1879년 안식년 휴가를 떠나기 전까지 약 2년의 기간 동안, 1852년에 번역된 한문문리성경을 대본으로 하여 마태복음에서 로마서까지 번역했다. 3기는 로스가 안식년 휴가를 떠난 동안 우장의 매킨타이어의 주도 하에 번역이 이루어진 시기로, 약 2년의 기간이다. 4기에는 신약성서가 완역되어 《예수셩교젼셔》가 완성되었다.

#### 번역 방법
1. 한국인 번역자가 한문 성경을 한글로 번역한다.
2. 한글로 번역된 성경을 그리스어 성경과 영어 성경을 대조하면서 수정한다.
3. 그리스어 성구 사전과 주석을 참고해 모든 어휘를 수정하여 통일한다.
4. 수정된 원고를 잘 정서한다.
5. 다시 그리스어 성경을 대조해 읽으면서 최종 수정을 한다.[19]

## 한글 학습서 편찬
이응찬의 도움으로 한국어를 배운 로스가 1877년에 한국어 학습서인 《Corean Primer》(한국어 첫걸음)을 펴냈다. 로스는 1876년 4월경에 고려문으로 여행을 했는데 이때 성경을 한국어로 번역하고자 하는 계획을 가지고 있었다. 우선 그에게 한국어를 가르쳐 주고 신약성서 번역을 도와줄 이를 물색했다. 이때 만난 한국어 선생 이응찬으로부터 한국어를 배운후 1877년에 이응찬과 함께 한국어 학습 교재(Corean Primer)을 만들었다. 이 책은 한글을 배우고자 하는 외국인에게, 특히 선교사들에게 한국말과 글을 소개하고자 하는 목적으로 간행되었는데, 한글 밑에 로마자로 발음기호를 표기하였다.
그는 이 책을 통하여 한글 표기에 띄어쓰기를 최초로 도입하였는데 이는 영어의 띄어쓰기가 자연스레 반영된 것으로 보인다. 또한 책에서 그는 “한글은 소리글자로 이루어져 자모만 배우면 누구나 읽고 배울 수 있는 글자”라며 한글의 우수성을 언급하기도 했다. 특이한 점이 있다면 로스의 한국어 선생인 이응찬이 평안도 의주 출신이기 때문에 평안도 사투리로 쓰여져 있다는 것이다.

## 가톨릭 비판
존 로스는 중국에서 복음을 방해하는 중요한 요소로 천주교 신부들을 꼽았다. 그는 중국에서 다음과 같이 가톨릭 예수회 신부들을 비판했다.
내가 확신하는 바로는 그들이 이처럼 기세를 부릴 정도로 과거 단체 혹은 개인별 대학살을 겪지는 않은 것으로 안다. 저들의 자만, 방자함, 안하무인적 행동은 가장 타락한 교황국가에서도 찾아볼 수 없을 것이다. 중국인들이 신분 고하를 막론하고 가장 얻고 싶어 하면서도 가장 학식 있는 자에게도 주지 않는 지위와 명예를 신부들은 요구한다. 로마 가톨릭 신부나 그들이 개종시킨 자들 만이 있는 곳이면 어디든 중국인들이 가장 혐오하는 곳이 되었는데 이는 하등 놀랄 일이 못된다. 그들의 선교본부는 중국인들이 가장 증오하는 곳이 되어버렸다. 그들이 스스로 주님이라 부르며 전하는 그리스도를 조금이라도 닮았다면 그분의 말씀과 업적을 왜곡하고 변질시켜 사람들이 알지 못하게 하지만 않았던들 벌써 3세기가 지난 지금에 이를러서도 보잘 것 없는 소수집단으로는 남아있지 않았을 것이라 생각하는 바이다. 예수회 신부들은 체면도 없고 양심도 없다.

## 저작
- Corean primer: being lessons in Corean on all ordinary subjects, transliterated on the principles of the "Mandarin primer", by the same author (1877)
- The Manchus, or The reigning dynasty of China: their rise and progress (1891)
- History of Corea, Ancient and Modern; with Description of Manners and Customs, Language and Geography (1891)

## 같이 보기
- 중국의 기독교
- 한국의 기독교
- 서상륜